# Pombalia sprucei
Pombalia sprucei (Eichler) Paula-Souza – gatunek roślin z rodziny fiołkowatych (Violaceae). Występuje naturalnie w Peru, Boliwii oraz Brazylii (w stanie Amazonas). 

## Morfologia
PokrójZimozielony krzew.
LiścieBlaszka liściowa ma podługowato lancetowaty kształt. Mierzy 5–8 cm długości oraz 2–2,5 cm szerokości, jest całobrzega lub ząbkowana na brzegu, ma tępą nasadę i spiczasty lub ostry wierzchołek. Ogonek liściowy jest nagi.